# Патрік Берг
Патрік Берг (норв. Patrick Berg, нар. 24 листопада 1997, Буде, Норвегія) — норвезький футболіст, півзахисник клубу «Буде-Глімт» і збірної Норвегії.
Виступав за юнацькі збірні Норвегії різних вікових категорій.

## Ігрова кар'єра

### Клубна
Патрік Берг народився у місті Буде. У місцевому клубі «Буде-Глімт» він розпочав займатися футболом. 12 липня 2014 року Берг дебютував за команду на професійному рівні.

### Збірна
З 2014 року Патрік Берг грав за юнацькі збірні Норвегії різних вікових категорій. 
У березні 2021 року дебютував у складі національної збірної Норвегії у матчі відбору до Чемпіонату світу з футболу 2022 року проти Гібралтару, в якому норвежці перемогли з рахунком 3:0.

## Статистика виступів

### Статистика виступів за збірну
Станом на 28 березня 2023 року
| Дата       | Місто     | Господарі  | Результат | Гості      | Турнір                               | Голи | Примітки |
| ---------- | --------- | ---------- | --------- | ---------- | ------------------------------------ | ---- | -------- |
| 24-3-2021  | Гібралтар | Гібралтар  | 0 – 3     | Норвегія   | Відбір до ЧС 2022                    | -    | 46'      |
| 27-3-2021  | Малага    | Норвегія   | 0 – 3     | Туреччина  | Відбір до ЧС 2022                    | -    |          |
| 30-3-2021  | Подгориця | Чорногорія | 0 – 1     | Норвегія   | Відбір до ЧС 2022                    | -    | 66'      |
| 6-6-2021   | Малага    | Норвегія   | 1 – 2     | Греція     | товариський матч                     | -    | 69'      |
| 1-9-2021   | Осло      | Норвегія   | 1 – 1     | Нідерланди | Відбір до ЧС 2022                    | -    | 68'      |
| 4-9-2021   | Рига      | Латвія     | 0 – 2     | Норвегія   | Відбір до ЧС 2022                    | -    | 60'      |
| 7-9-2021   | Осло      | Норвегія   | 5 – 1     | Гібралтар  | Відбір до ЧС 2022                    | -    | 63'      |
| 8-10-2021  | Стамбул   | Туреччина  | 1 – 1     | Норвегія   | Відбір до ЧС 2022                    | -    | 75'      |
| 11-10-2021 | Осло      | Норвегія   | 2 – 0     | Чорногорія | Відбір до ЧС 2022                    | -    |          |
| 5-6-2022   | Стокгольм | Швеція     | 1 – 2     | Норвегія   | Ліга націй УЄФА 2022-2023 - 1-й етап | -    | 61'      |
| 12-6-2022  | Осло      | Норвегія   | 3 – 2     | Швеція     | Ліга націй УЄФА 2022-2023 - 1-й етап | -    | 66'      |
| 27-9-2022  | Осло      | Норвегія   | 0 – 2     | Сербія     | Ліга націй УЄФА 2022-2023 - 1-й етап | -    | 78'      |
| 17-11-2022 | Дублін    | Ірландія   | 1 – 2     | Норвегія   | товариський матч                     | -    | 90+3'    |
| 20-11-2022 | Осло      | Норвегія   | 1 – 1     | Фінляндія  | товариський матч                     | -    |          |
| 25-3-2023  | Малага    | Іспанія    | 3 – 0     | Норвегія   | Відбір до ЧЄ 2024                    | -    |          |
| 28-3-2023  | Батумі    | Грузія     | 1 – 1     | Норвегія   | Відбір до ЧЄ 2024                    | -    | 90+4'    |
| Усього     |           | Матчів     | 16        |            | Голів                                | 0    |          |

## Особисте життя
Патрік є сином Ор'яна Берга — колишнього футболіста «Русенборга» та збірної Норвегії. Також дід та дядько Патріка Гаральд і Рунар Берг свого часу виступали за збірну Норвегії. Тому якщо Патрік Берг вийде на поле у складі національної збірної Норвегії, то він стане першим у Норвегії футболістом збірної команди у третьому поколінні.

## Титули і досягнення
- Чемпіон Норвегії (3):

«Буде-Глімт»: 2020, 2021, 2023